# Budy (Laski)
Budy – przysiółek wsi Laski w Polsce położony w województwie podkarpackim, w powiecie stalowowolskim, w gminie Bojanów.
W latach 1975–1998 przysiółek administracyjnie należał do województwa tarnobrzeskiego.